# Corrales (Boyacá)
Pour les articles homonymes, voir Corrales.
Corrales est une municipalité située dans le département de Boyacá, en Colombie.